# Heteropoda maxima
La Heteropoda maxima o "Araña cazadora gigante", es una araña de la familia Sparassidae, que está considerada como la araña con patas más largas del mundo.

## Hallazgo y distribución
La araña fue descrita por primera vez por el naturalista Peter Jaeger, en el año 2001, y habita únicamente en Laos, (cuevas de la Provincia de Khammouan).

## Hábitat y características
Esta araña tiene hábitos cavernícolas y se alimenta principalmente de ranas y grillos.
- Longitud: 30 centímetros
- Color: Amarillo y negro.